# Evgenij Rylov
Evgenij Michajlovič Rylov (in russo Евгений Михайлович Рылов?; Novotroick, 23 settembre 1996) è un nuotatore russo.

## Biografia
Specializzato nel dorso, ha vinto la medaglia di bronzo alle Olimpiadi di Rio de Janeiro 2016 sulla distanza dei 200 metri, dove si è laureato campione iridato ai mondiali di Budapest 2017 nei quali, con il tempo fatto segnare il finale, ha anche ottenuto il nuovo primato europeo sulla distanza. Dal 2019 è ingaggiato dalla squadra francese degli Energy Standard per l'International Swimming League.
Ha rappresentato il ROC ai Giochi olimpici estivi di Tokyo 2020 in cui ha vinto la medaglia d'oro nei 100 e nei 200 metri dorso, nonché quella d'argento nella staffetta 4x200 metri stile libero. Nel sondaggio condotto da Stoloto per determinare il miglior atleta russo delle Olimpiadi estive del 2020, Evgeny Rylov si è aggiudicato la prima posizione.

## Palmarès

### Per il ROC
- Giochi olimpici

Tokyo 2020: oro nei 100m dorso e nei 200m dorso, argento nella 4x200m sl.

### Per la Russia
- Giochi olimpici

Rio de Janeiro 2016: bronzo nei 200m dorso.
- Mondiali

Kazan 2015: bronzo nei 200m dorso.
Budapest 2017: oro nei 200m dorso e bronzo nella 4x100m misti.
Gwangju 2019: oro nei 200m dorso, argento nei 50m dorso, nei 100m dorso e nella 4x100m sl e bronzo nella 4x100m misti.
- Mondiali in vasca corta

Hangzhou 2018: oro nei 50m dorso, nei 200m dorso e nella 4x50m misti, argento nella 4x50m sl e nella 4x100m sl, bronzo nella 4x50m sl mista e nella 4x50m misti mista.
- Europei

Glasgow 2018: oro nei 200m dorso e nella 4x100m sl, argento nei 100m dorso e nella 4x100 misti.
Budapest 2020: oro nei 200m dorso e nella 4x100 sl, argento nella 4x100m misti e bronzo nella 4x200m sl mista.
- Europei in vasca corta

Kazan 2021: bronzo nella 4x50m sl.
- Olimpiadi giovanili

Nanchino 2014: oro nei 50m dorso, nei 100m dorso e nella 4x100m misti, argento nei 200m dorso e nella 4x100m misti mista.
- Europei giovanili

Dordrecht 2014: oro nella 4x100m misti e bronzo nei 100m dorso.

## Primati personali
I suoi primati personali in vasca da 50 metri sono:
- 50 m stile libero: 22"03 (2021)
- 100 m stile libero: 48"25 (2021)
- 200 m stile libero: 1'46"51 (2021)
- 50 m dorso: 24"49 (2019)
- 100 m dorso: 51"98 (2021)
- 200 m dorso: 1'53"23 (2021)

I suoi primati personali in vasca da 25 metri sono:
- 100 m stile libero: 46"09 (2018)
- 50 m dorso: 22"58 (2018)
- 100 m dorso: 48"88 (2020)
- 200 m dorso: 1'46"37 (2020)

## Riconoscimenti
- European Swimmer of the Year: 2021